# Чэн-Ли, Клара Элизабет
Клара Элизабет Чэн-Ли — первая американка китайского происхождения, зарегистрировавшаяся для голосования в Соединенных Штатах Америки. Регистрация состоялась 8 ноября 1911 года в штате Калифорния после принятия местным законодательным собранием Предложения 4, за девять лет до принятия Девятнадцатой поправки к Конституции США, позволившей женщинам участвовать в голосовании.

## Политическая активность

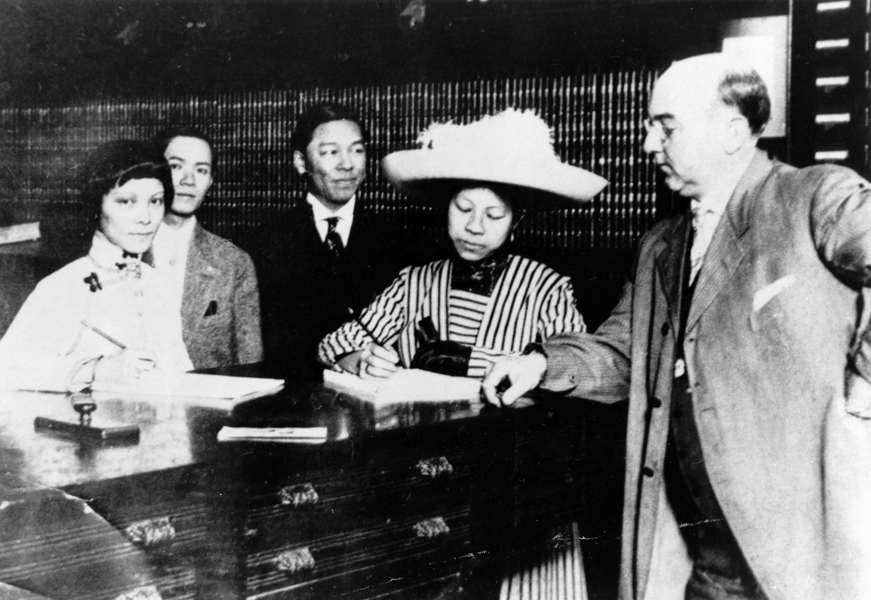
Клара Элизабет Чан Ли регистрируется в 1911 году вместе с Эммой Том Люн (слева), а их мужья стоят за ними.

Ли зарегистрировалась для голосования в здании суда округа Аламида 8 ноября 1911 года.
В 1913 году ею была основана Ассоциация китайских женщин «Самообеспечение» (Jeleab). Организация боролась за права женщин как в США, так и в Китае. Ли была членом Международной христианской организации молодых женщин (YWCA) и клуба «Избранный круг верных» (Fidelis Coterie).

## Личная жизнь
Клара Элизабет (Йи Мью) Чэн родилась 21 октября 1886 года в Портлэнде, штат Орегон. Она была дочерью методиста, преподобного Чэн Хон Фэна (Chan Hon Fan) и его супруги Ау Мак Гэй. Преподобный Чэн Хон Фэн был пастором Методистской церкви Китайской общины Окленда в Оклендском китайском квартале с 1900 по 1909 год. Ли вышла замуж за Чарльза Гудолла Ли, первого лицензированного дантиста китайского происхождения в США.  Она умерла 5 октября 1993 года в Аламиде, штат Калифорния, и похоронена в Окленде.